# Pikku Alttajärvi
Pikku Alttajärvi är en sjö i Kiruna kommun i Lappland och ingår i Torneälvens huvudavrinningsområde. Sjön har en area på 0,0718 kvadratkilometer och ligger 425 meter över havet.

## Delavrinningsområde
Pikku Alttajärvi ingår i det delavrinningsområde (753264-169958) som SMHI kallar för Utloppet av Alttajärvi. Medelhöjden är 447 meter över havet och ytan är 30,4 kvadratkilometer. Det finns inga avrinningsområden uppströms utan avrinningsområdet är högsta punkten. Alttajoki som avvattnar avrinningsområdet har biflödesordning 2, vilket innebär att vattnet flödar genom totalt 2 vattendrag innan det når havet efter 375 kilometer. Avrinningsområdet består mestadels av skog (68 procent) och sankmarker (24 procent). Avrinningsområdet har 2,03 kvadratkilometer vattenytor vilket ger det en sjöprocent på 6,7 procent.